# Krystyna Feldman
Krystyna Feldman (* 1. März 1916 in Lemberg (poln. Lwów), Österreich-Ungarn; † 24. Januar 2007 in Poznań, Polen) war eine polnische Schauspielerin.

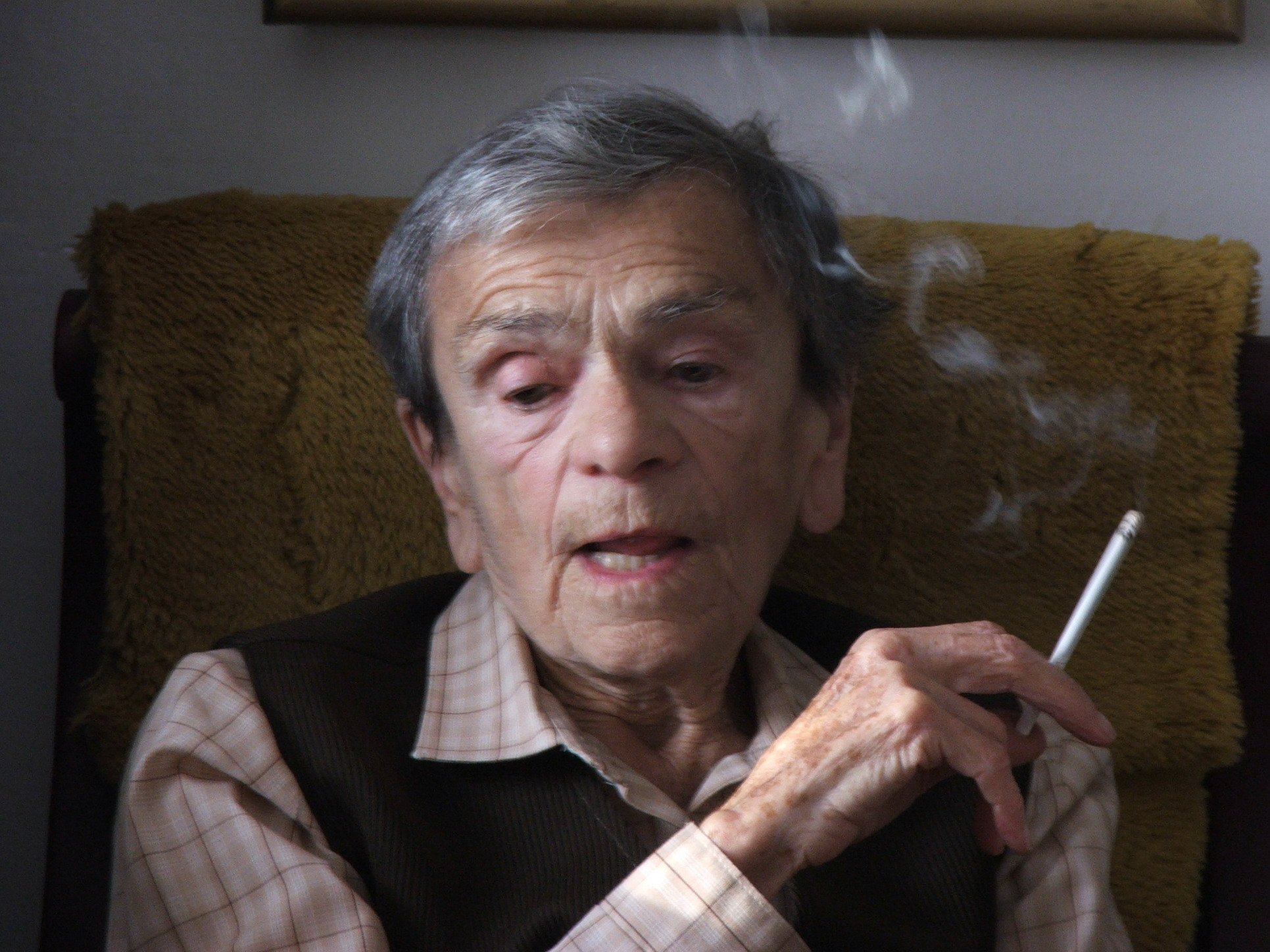
Krystyna Feldman

## Leben
Krystyna Feldman war die Tochter des Theaterschauspielers Ferdynand Feldman (1862–1919) und seiner Frau, die Opernsängerin war. Nach dem Schauspielstudium war sie am Stadttheater im zu dieser Zeit polnischen Lwów engagiert. Dieses kurze Engagement wurde jedoch durch die deutsche Okkupation der Stadt im Zweiten Weltkrieg unterbrochen. Erst 1944, nach der Befreiung Lwóws, stand sie wieder auf der Bühne dieses Theaters und spielte unter der Regie von Aleksander Bardini in Stanisław Wyspiańskis Hochzeitsfeier.

## Karriere
Im Zuge der Vertreibung der polnischen Bevölkerung aus dem nun zur Sowjetrepublik Ukraine gehörenden Stadt (heute ukrain. Львів/Lwiw) musste sie sie verlassen und erhielt Engagements an zahlreichen polnischen Theatern. Engste Zusammenarbeit bestand mit dem Neuen Theater in Poznań. Auch in zahlreichen Filmen war die zierliche Schauspielerin seit 1954 (Filmdebüt unter Jerzy Kawalerowicz) zu sehen. Für ihre Rolle von Jan Urbanskis Großmutter in Jacek Bromskis Action-Drama To ja, złodziej erhielt sie 2001 den Polnischen Filmpreis als beste Nebendarstellerin. Ihr letzter großer Erfolg war die männliche Rolle des Malers Nikifor in Krzysztof Krauzes Film Mein Nikifor. Für diese Rolle erhielt sie 2004 den Preis als beste Hauptdarstellerin beim Polnischen Filmfestival Gdynia 2004 und ein Jahr später in der gleichen Kategorie erneut den Polnischen Filmpreis. Der Film gewann außerdem den Hauptpreis beim Internationalen Filmfestival von Karlovy Vary.
Außerdem spielte Krystyna Feldman in einigen Episoden der polnischen Sitcom Świat według Kiepskich mit. Die Rolle der lauten Großmutter, die sie gespielt hat, mit der sie selbst jedoch nie zufrieden war, hat sie in Polen noch berühmter und beliebter gemacht, als sie ohnehin schon war. Nach einigen Jahren hatte sie sich jedoch endgültig dazu entschlossen, diese Rolle aufzugeben. Ihre letzte kleine Episode spielte sie in Stanisław Tyms Satire Ryś neben zahlreichen Stars des polnischen Films.
Auf Antrag der Kinder erhielt sie die internationale Auszeichnung als Kavalier des Ordens des Lächelns.

## Filmografie
- 1954: Eines Menschen Weg (Celuloza)
- 1957: Der Gangsterhut (Kapelusz Pana Anatola)
- 1958: Noc poślubna
- 1959: Das gemeinsame Zimmer (Wspólny pokój)
- 1959: Streit um Basie (Awantura o Basie)
- 1963: Yokmok
- 1964: Der unterbrochene Flug (Przerwany lot)
- 1965: Kapitan Sowa na tropie
- 1966: Heilmittel gegen Liebe (Lekarstwo na miłość)
- 1966: Der Untermieter (Sublokator)
- 1966: Hölle und Himmel (Piekło i niebo)
- 1967: Der Stall am Salvator (Stajnia na Salvatorze)
- 1967: Długa noc
- 1967: Stawka większa niż życie (Fernsehserie)
- 1968: Die Puppe (Lalka)
- 1968: Einsamkeit zu zweit (Samotność we dwoje)
- 1968: Weekend z dziewczyną
- 1969: Rot und Gold (Czerwone i złote)
- 1970: Abel, dein Bruder (Abel, twój brat)
- 1976: Kradzież
- 1976: Przepłyniesz rzekę
- 1977: Palace Hotel
- 1981: Jan Serce
- 1982: Die verliebte Lügnerin (Klamczucha)
- 1985: Yesterday
- 1986: Na kłopoty … Bednarski
- 1987: Ein Zug nach Hollywood (Pociąg do Hollywood)
- 1987: Rzeka kłamstwa
- 1988: Mistrz i Małgorzata
- 1990: Pogrzeb kartofla
- 1990: Śmierć dziecioroba
- 1991: Latające machiny kontra Pan Samochodzik
- 1991: Nad rzeką, której nie ma
- 1992: Mama – nic
- 1993: Człowiek z …
- 1995: Horror w Wesołych Bagniskach
- 1995: Łagodna
- 1995: Die Verwandlungsmaschine (Maszyna Zmian) (Folge Die fünf Bräute)
- 1997: Pokój 107
- 1997: Złotopolscy (1998, 1999)
- 1998: Złoto dezerterów
- 1998–2003: Miodowe lata
- 1999: Die Kreuzritter 5 – Mit Feuer und Schwert (Ogniem i mieczem)
- 1999–2005: Świat według Kiepskich
- 2000: To ja, złodziej
- 2001: Edges of the Lord – Verlorene Kinder des Krieges (Edges of the Lord)
- 2001: Garderoba damska
- 2002: Der Pianist (The Pianist)
- 2003: Die Wikinger – Angriff der Nordmänner (Stara baśń – kiedy słońce było bogiem)
- 2003: Ubu Król
- 2004: Mein Nikifor (Mój Nikifor)
- 2004: Dublerzy
- 2006: Przybyli ułani
- 2007: Ryś